# Cileuleuy
Cileuleuy is een bestuurslaag in het regentschap Kuningan van de provincie West-Java, Indonesië. Cileuleuy telt 3713 inwoners (volkstelling 2010).